# Mormonia communis
Mormonia communis är en fjärilsart som beskrevs av Augustus Radcliffe Grote 1872. Mormonia communis ingår i släktet Mormonia och familjen nattflyn. Inga underarter finns listade i Catalogue of Life.